# Йосиповка (Емильчинский район)
Йосиповка (укр. Йосипівка) — село на Украине, находится в Емильчинском районе Житомирской области.
Код КОАТУУ — 1821781002. Население по переписи 2001 года составляет 7 человек. Почтовый индекс — 11260. Телефонный код — 4149. Занимает площадь 0,13 км².

## История
В 1946 году указом ПВС УССР село Есиповка переименовано в Йосиповку.

## Адрес местного совета
11260, Житомирская область, Емильчинский р-н, с. Бобрица